# 休斯 (阿拉斯加州)
休斯（英語：Hughes），是美国阿拉斯加州的一座城市。该市的人口在2000年为78人，2010年有77人。人口在阿拉斯加州排行第138。